# Петро-Віталіс Гарасимович
Петро-Віталіс Гарасимо́вич (пол. Piotr Witalis Harasimowicz; 29 квітня 1857, Варшава — 20 липня 1914, Львів) — польський скульптор. Брат художника Марцелія Гарасимовича.

## Біографія
Народився 29 квітня 1857 року у місті Варшаві (нині Польща). Впродовж 1874—1875 навчався у Краківській школі красних мистецтв, потім у Львові — в майстернях Тадеуша Сокульського у 1875–1876 роках і Леонарда Марконі у 1877—1879 роках та у 1882—1884 роках у Флоренції.
З 1884 року жив і працював у Львові. Впродовж 1895–1914 років викладав у Львівській художньо-промисловій школі (професор з 1901 року). Помер у Львові 20 липня 1914 року. Похований у Львові на Личаківському цвинтарі (поле 35).

## Творчість
Працював у монументально-декоративній пластиці у стилі необароко, неорококо, дотримувався принципів натуралістиного моделювання форми. Виконав скульптурне оздоблення палаців:
- М. Баворовського в селі Сороцькому (1884, 1909; архітектор Адольф Мінасевич);
- Казимира Бадені у місті Буську (1898; архітектор Адольф Віктор Вайсс);
- З. Ромашкана в селі Остапйому;
- А. Скшинського у селі Журавному (1909; архітектор Владислав Садловський);
- А. Бруницького у селі Великому Любені (1886, 1909; архітектор Ян Шульц);
- Балів у селі Тулиголовому (1899; архітектор Владислав Галицький):
- Фредрів-Шептицьких у селі Беньковій Вишні.

|                   |                   |                  |                          |                          |
| Палац у Журавному | Палац у Журавному | Палац Бруницьких | Палац Фредрів-Шептицьких | Палац Фредрів-Шептицьких |

На спорудах у Львові виконав монументально-декоративні роботи:
- фігури Адама Міцкевича і Юліуша Словацького на будинку на вулиці Академічній, 20 (1884; архітектор Лукаш Бодашевський);
- алегоричні фігури та ліпнина із воєнною атрибутикою на фасаді та в інтер'єрі військового казино на вулиці Александра Фредра, 1 (1885, архітектор Ян та Кароль Шульци)[2][1];
- аттик будинку товариства «Сокіл» на вулиці Бартоломея Зиморовича, 8, (1887);
- ліпнина на будинку та в інтер'єрі лазні святої Анни з гіпокаустом у глибині садибної ділянки на вулиці Академічній, 10 (1890; архітектори Ян і Кароль Шульци);
- фігури Марса і Венери на фасаді житлового будинку на вулиці Листопадового чину, 10 (1892, архітектор Ян Шульц)[1];
- шість портретних погрудь на фасадах книгарні В. Губриновича на розі вулиць Памви Беринди, 1 та Театральної, 9 (1892, теракота; архітектор Юзеф Каетан Яновський);
- необароккове оздоблення фасаду та інтер'єрів палацу Сєменських-Левицьких на вулиці Пекарській, 19 (1893; архітектор Ян Томаш Кудельський);
- ліпнина на фасадах, декоративні фігури, медальйони з портретами Фридерика Шопена, Станіслава Монюшка та інших в інтер'єрі міського театру (1900);
- ліпнина на фасадах житлових кам'яниць та пасажу між будинками Проспект Свободи, 29 та вулиці Леся Курбаса, 8 (1902; архітектори Якуб Крох, Маврикій Зильберштайн)[2][1];
- жіночі маскарони і фриз із зображенням соняшників на житловому будинку між вулицями Степана Руданського, 1 та проспектом Тараса Шевченка, 2а (1902; співавтор Броніслав Солтис, архітектори З. Лянгрод, Л. Цибульський);
- ліпнина на фасаді кам'яниці на вулиці Степана Руданського, 5 (1902; архітектор Ян Шульц);
- фігура Мадонни у ніші житлового будинку на вулиці Зеленій, 33 (1905);
- рельєфи з музичною емблематикою і металічні фігури лебедів на аттиках будинку Музичного товариства Галичини на вулиці Хоронщизній, 7 (1907; архітектор Владислав Садловський).

|               |                  |                                     |                            |                                |
| Марс і Венера | Жіночий маскарон | Аттик на будинку товариства «Сокіл» | Палац Сєменських-Левицьких | Рельєф з музичною емблематикою |

Оформив скульптурами будівлю Товариства взаємних забезпечень у Станіславі (1905).
Встановив пам'ятники Адаму Міцкевичу у містах Гусятині і Теребовлі (1910, співавтор Ян Бохенек; монументи знищено під час Першої світової війни).